# NGC 7090
NGC 7090 (другие обозначения — PGC 67045, ESO 188-12, AM 2133-544, IRAS21329-5446) — спиральная галактика с перемычкой (SBc) в созвездии Индеец.
Этот объект входит в число перечисленных в оригинальной редакции «Нового общего каталога».
NGC 7090 — галактика с активным звездообразованием. В центре наблюдается балдж.